# 5707 Shevchenko
5707 Shevchenko eller 1976 GY3 är en asteroid i huvudbältet som upptäcktes den 2 april 1976 av den rysk-sovjetiske astronomen Nikolaj Tjernych vid Krims astrofysiska observatorium på Krim. Den har fått sitt namn efter Vladislav V. Shevchenko.
Den tillhör asteroidgruppen Flora.